# Okan Şahingöz
Okan Şahingöz (Amsterdam, 13 september 1994) is een Nederlands-Turks voetballer die bij voorkeur als middenvelder speelt. Hij speelde sinds juli 2014 voor Karşıyaka SK, waar hij een driejarig contract tekende. Şahingöz maakte op 2 mei 2015 zijn debuut in het betaald voetbal, uit tegen Alanyaspor.